# Sofanor de la Silva
Sofanor de la Silva (Córdoba, 25 de junio de 1848-Buenos Aires, 14 de noviembre de 1895) fue un político y comerciante argentino, que se desempeñó como Gobernador de Santiago del Estero entre el 1 de agosto de 1884 y el 7 de octubre de 1886.

## Biografía
Nació del matrimonio de Joaquín Nazario de la Silva y Hermógenes Calderón. Se casó con Romelia Beltrán.
Era propietario de barrancas, molinos de vapor y de un ingenio azucarero, Nueva Trinidad. Fue vicegobernador y diputado nacional por Santiago del Estero. Como gobernador adhirió al Partido Autonomista Nacional, cuya figura a nivel nacional era Julio Argentino Roca y provincialmente Absalón Rojas. Debió instrumentar las leyes para la vigencia de la reciente constitución provincial.
Su gestión quedó enmarcada en graves conflictos políticos: José Arrizola, exdiputado y jefe de policía, fue asesinado en 1885 y se reprimieron duramente protestas contra Rojas. Inició una persecución política a opositores y periodistas, cometiéndose asesinatos, secuestros y manipulándose elecciones. Se sancionó una ley que restringía la libertad de prensa en junio de 1885 y el ataque al diario opositor El País por grupos cercanos al gobierno.
Entre las obras públicas se destacan una fábrica de pólvora de alta calidad, la construcción de caminos y el adoquinamiento de calles en Santiago del Estero, así como un nuevo cementerio. Se donó dos hectáreas de tierras para la construcción de un hospital, el Hospital Mixto. También durante su gestión llegó el ferrocarril a la provincia y se instaló la primera línea de teléfono.